# سانتياغو دي تورميس
بلدية سانتياغو دي تورميس (بالإسبانية: Santiago de Tormes) هي بلدية تقع في مقاطعة آبلة التابعة لمنطقة قشتالة وليون وسط إسبانيا.

## الديموغرافيا
بلغ عدد سكان بلدية سانتياغو دي تورميس 161 نسمة عام 2011 (وفقاً للمعهد الوطني للإحصاء الإسباني).
| 323 | 280 | 233 | 194 | 175 | 153 | 161 |